# Grenier-Montgon
Grenier-Montgon – miejscowość i gmina we Francji, w regionie Owernia-Rodan-Alpy, w departamencie Górna Loara.
Według danych na rok 1990 gminę zamieszkiwało 129 osób, a gęstość zaludnienia wynosiła 26 osób/km² (wśród 1310 gmin Owernii Grenier-Montgon plasuje się na 715. miejscu pod względem liczby ludności, natomiast pod względem powierzchni na miejscu 984.).